# حمزة بن العباس بودشيش
حمزة بن العباس بودشيش (1922 - 18 يناير 2017) هو شيخ الطريقة القادرية البودشيشية.

## نشأته
ولد سنة 1922 بقرية مداغ من إقليم بركان شرق المغرب. حفظ القرآن وتلقى علوم الشريعة بزاوية أسرته، فأخذ علوم الفقه واللغة والنحو عن الفقيه أبي الشتاء الجامعي، ومحمد بن عبد الصمد التجكاني، وعلي العروسي اليزناسني، والحاج حميد الدرعي.
تابع التحصيل والتكوين بمدينة وجدة في المعهد الإسلامي التابع لنظام جامعة القرويين آنذلك، وأخذ فيه عن أعلام منهم أبو بكر بن زكري، ناظر الأحباس، عبد السلام المكناسي، محمد بن إبراهيم اليزناسني، محمد الفيلالي، الحبيب سيناصر.
في عام 1940م تحت إشراف محمد الكبداني، بدأ مهمة التدريس والتذكير خاصة في علوم النحو والفقه والسيرة النبوية، في سنة 1942م انتظم مع والده في سلوك طريق التربية والتحقيق على يد الشيخ أبي مدين بن المنور القادري البودشيشي.
وكان عمدة الشيخ أبو مدين في طريق التصوف خاصة، (حسب ما ذكر في الجزء الخامس من "معلمة المغرب") هو إبن عمه المجاهد المختار المتوفى سنة 1914م وهو جد حمزة لأبيه وقد أخذ المختار عن والده الشيخ الحاج محيي الدين عن الحاج المختار عن الشيخ المختار الأول عن محمد فتحا عن علي بن أبي دشيش عن محمد عن محمد عن الشيخ أبي دخيل عن الحسن عن شعيب عن علي عن عبد القادر عن محمد عن محمد عن عبد الرزاق عن إسماعيل عن عبد الرزاق عن والده الشيخ الأكبر محيي الدين الجلاني بسنده إلى الرسول محمد.